# Podgórze (powiat białobrzeski)
Podgórze – wieś w Polsce położona w województwie mazowieckim, w powiecie białobrzeskim, w gminie Radzanów.
Wieś w sołectwie Podlesie, dawniej Ratoszyn (Góry). Założona w 1877 roku wraz z hutą szkła przez Antoniego Chrzystkowskiego z Ratoszyna. Charakteryzuje się najciekawszymi walorami turystyczno-krajobrazowymi w gminie. Liczy ok. 30 mieszkańców.
W latach 1975–1998 miejscowość administracyjnie należała do województwa radomskiego.
Wierni Kościoła rzymskokatolickiego należą do Parafii św. Marcina z Tours w Radzanowie. 